# Turquía en los Juegos Olímpicos de Montreal 1976
Turquía estuvo representada en los Juegos Olímpicos de Montreal 1976 por un total de 27 deportistas, 26 hombres y una mujer, que compitieron en 8 deportes.
El equipo olímpico turco no obtuvo ninguna medalla en estos Juegos.